# Tatsurou Iwakami
Tatsurou Iwakami (岩上逹瑯 , Iwakami Tatsurou?), född den 21 augusti 1979 i Mito, är en japansk musiker. Under förnamnet Tatsurou är han sångare och frontfigur i rockbandet MUCC. Han har ett mycket brett sångregister och pendlar mellan allt från growl till falsett. År 1997 grundade Tatsurou (då under artistnamnet Tattoo) MUCC tillsammans med sina gymnasiekursare Miya, Satochi och Hiro. Sedan dess har MUCC släppt nio album och är idag ett av de mer etablerade metalbanden i Japan. Tatsurou skriver tillsammans med gitarristen Miya största delen av bandets musik och texter och förutom att sjunga spelar han även munspel både live och på flera av bandets inspelningar. Han har även illustrerat omslagen till MUCC:s demokassetter, samt till minialbumet Aishuu.
Utanför MUCC har Tatsurou bland annat körsjungit på Girugameshs självbetitlade album från 2007 och sjungit i ett antal japanska sessionband.